# 森山公一
森山 公一（もりやま こういち、1973年12月11日 - ）は、日本のシンガーソングライター、ヴォーカリスト、ギタリストである。「オセロケッツ」や「the Sokai」のヴォーカル、ギターを務める。　

## 来歴
1992年オセロケッツ結成、1997年メジャーデビュー。2002年、シングル「ドンマイ～ Look on the ☆Brightside☆ ～」でソロデビュー。2006年、櫛野啓介（ギター、のちjealkbにも所属）・国分広年（ベース）・稲葉健二（ペダル・スティール・ギター）・松崎智浩（ドラムス）によるカントリーロックバンド「The Ma'am」結成、翌2007年ファーストミニアルバムをリリース。同2007年、浅田信一・坂本サトルの3人で「浅森坂」としてファーストアルバム「浅森坂」をリリース。2015年初のソロアルバム「Record!」をリリース。2016年12月、カントリーバンド「永冨研二とテネシーファイブ」に第6のシンガーとして加入。結成時期不明だが、千葉晃司（ギター、元GELUGUGU）・中山智義(ドラムス)らと「森山公一 the Sokai」を結成。
また、楽曲提供（渡辺美里・12.ヒトエ）やプロデュース（Clay Robot）も行っている。

## ディスコグラフィ

### ソロ
- 【シングル】ドンマイ～ Look on the ☆Brightside☆ ～（2002年10月23日）
- 【アルバム】Records!（2015年6月24日）

### The Ma'am
- 【ミニアルバム】Always（2007年9月11日）
- 【アルバム】The Ma'am（2011年6月1日）

### 浅森坂
- 【アルバム】浅森坂（2007年12月12日）
- 【ライブアルバム】浅森坂は忘れたころにやって来る（2010年2月13日のライブを収録）